# کاردیومگالی
کاردیومگالی (به انگلیسی: Cardiomegaly) یا بزرگ‌قلبی به معنای بزرگ‌شدن قلب است. شایع‌ترین دلیل کاردیومگالی، نارسایی قلب است. نقایص دیواره بین‌بطنی و نارسایی دریچه آئورت نیز می‌تواند موجب کاردیومگالی شود. در واقع کاردیومگالی بیش از آنکه نام یک بیماری خاص باشد، به‌عنوان علامت بیماری‌های مختلف شناخته می‌شود. بیشتر بیماران در گروه سنی ۵۰ تا۸۰ سال قرار دارند.
دیده شدن بزرگی غیرطبیعی قلب هنگام عکس‌برداری از قفسه سینه نشانه کاردیومگالی است. گاهی به علت استرس، یا یک بیماری مانند سست شدن ماهیچه قلب، بیماری عروق کرونر، مشکلات دریچه قلب یا ریتم‌های غیرطبیعی، قلب بزرگ می‌شود.
اختلال سرخرگ کرونری، فشار خون بالا، بیماری نایافته‌علت (ایدیوپاتیک) اتساعی ماهیچه قلب، اختلال دریچه قلب، بیماری ایسکمی قلب، اختلال تیروئید، چاقی، سن بالا، عدم تحرک از علت‌های بارز این نوع بیماری هستند.

## علائم
شایع‌ترین شکایت بالینی، درد سینه است. درد سینهٔ تیپیک شایع‌تر از آتیپیک است و در درجهٔ بعد تنگی نفس و تپش قلب شایع است. ۷۰٪ بیماران هیپرتروفی بطنی دارند. در بیماری ماهیچه قلب، بیش‌آهنی، کم‌خونی، چاقی، شاگاس، تالاسمی ماژور، دیفتری، پرکاری تیروئید، آمیلوئیدوز، کم‌خونی داسی‌شکل، بیماری کاوازاکی، سندرم ترنر، آب آوردن قلب نیز بزرگ‌قلبی دیده‌می‌شود.
گاهی اوقات بزرگ شدن قلب نشانه‌ای ندارد، اما علائمی مانند: تنگی نفس، ضربان قلب نامنظم، تورم در پاها و مچ پا ناشی از ایجاد مایعات، خستگی، سرگیجه، درد قفسه سینه، مشکل در تنفس، درد در بازوها، کمر، گردن یا فک نشانه این بیماری هستند.

## تشخیص
در پرتونگاری قفسه سینه، قلب بزرگ‌شده را می‌بینیم که بیش‌از پنجاه‌درصد عرض قفسه سینه را پوشانده‌است. در مشاهده نوار قلب معمولاً انحراف محور قلب به چپ وجود دارد. اغلب بیماران اتساع بطنی یا هیپرتروفی بطنی یا هر دو را دارند.
درمان بزرگ شدن قلب بستگی به علت بروز آن دارد و براساس بیماری زمینه است. اگر نوع دیگری از بیماری قلبی مقصر بزرگ شدن قلب باشد، ممکن است داروهای ادرار آور برای بیمار تجویز شوند که برای کاهش میزان سدیم و آب در بدن که برای کاهش فشار در عروق و قلب مؤثر هستند. همچنین در مواردی داروهای ضد انعقاد خون برای کاهش خطر لخته شدن خون و داروهای ضد آریتمی برای ایجاد ریتم طبیعی ضربان قلب برای این بیماران تجویز می‌شود. همچنین برای مبتلایان به این بیماری در مواردی مهار کننده‌های آنزیم مبدل آنژیوتانسین جهت کاهش فشار خون و بهبود توانایی پمپاژ قلب یا مسدودکننده‌های بتا برای کاهش فشار خون و بهبود عملکرد قلب تجویز می‌شود.